# Panfilia

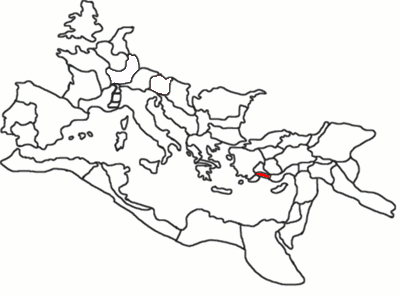
Posizione della Panfilia nell'Impero Romano

La Panfilia era una piccola regione storico-geografica costiera dell'Asia Minore, confinante a ovest con la Licia e a nord-nord est con la Galazia e bagnata dal Mediterraneo orientale. Le coste panfilie erano prospicienti all'isola di Cipro.

## Storia

### Periodo greco, persiano ellenistico
Panfilo (figlio di Egimio) era un personaggio leggendario che personificava la regione.
Il nome greco della regione, Παμφυλία, cioè "[terra] di tutte le stirpi" (πάν pan 'tutto' e φυλή phylḕ 'tribù, stirpe, genealogia'), indica la natura etnica mista dei coloni greci, spec. 'di dori', che raggiunsero le coste dell'Asia Minore sudorientale di fronte a Cipro fra l'inizio del VII e il VI secolo a.C.
Infatti è ben noto che per tradizione il più antico centro dell'area, Aspendo, era colonia di Argo, e dunque venne popolata in origine da genti doriche. Altre città, come Side, Perge e Attalia vantavano altre origini. Gli abitanti di Side provenivano ad esempio da Cuma Eolica, ed erano affini agli Eoli.
Evidenze linguistiche fanno pensare che alcuni coloni della Panfilia provenissero anche dalla parte settentrionale, dorizzata, di Creta. Tuttavia, Le peculiari caratteristiche del dialetto panfilio, attestato dal V al I sec. a.C:, sono una combinazione di tratti arcadociprioti, dorici ed eolici, oltre ad influenze anatoliche e innovazioni indipendenti. Questa natura composita della lingua rende impossibile stabilire un'appartenenza precisa ad una delle aree dialettali greche. L'alfabeto panfilio è stato invece recentemente riconosciuto come una filiazione degli alfabeti del Peloponneso nordorientale (Argo, Corinto).
La Panfilia fu conquistata, di volta in volta, da diversi regni e imperi. Fu parte del regno di Lidia; successivamente fu annessa dai persiani, e inserita nella satrapia di Lidia; divenne parte dell'impero di Alessandro Magno; in Età ellenistica fu area di interazione e di frizione politico-militare fra il regno di Pergamo, il regno Seleucide di Siria, le cui satrapie occidentali si spingevano ai confini dell'Asia Minore, e il regno lagide d'Egitto, il cui espansionismo sul mare interessava marginalmente anche Cipro e le coste microasiatiche mediterranee.

### Periodo romano
Infine, fra l'età dei fratelli Gracchi e i tempi di Pompeo entrò nell'orbita di Roma, nei cui domini fu definitivamente inglobata agli inizi del I secolo a.C., e inserita infine, in età imperiale, nella provincia di Galazia.
In Panfilia si trovavano anche alcune città, come Coracesium, la cui economia, fino alla guerra piratica di Pompeo, era basata principalmente sui proventi della pirateria e sulla vendita di schiavi che le attività piratesche permettevano di prelevare.

## Aspetti antropici e linguistici
Sul piano etnolinguistico, la peculiare caratteristica della Panfilia era la sua mistione di stirpi, dialetti e lingue. Il dialetto greco di Panfilia era infatti il risultato di una gamma eterogenea di influssi linguistici. I principali apporti che lo costituivano erano:
- una base dorica, emergente da alcuni aspetti del sistema vocalico e consonantico;
- un forte influsso cipriota derivante dall'immissione di coloni della città cipriota di Pafo
- un contributo eolico abbastanza cospicuo;
- superficiali influssi ionico-attici
- Un caratteristico peso delle influenze delle lingue epicoriche non greche dell'entroterra.

Il greco di Panfilia era considerato dagli altri greci mixobarbaro, cioè semi-barbarico.

## Elenco di panfilici
- Diodoro di Aspendo, filosofo pitagorico (IV secolo a.C.)[5]
- Apollonio di Perga astronomo, matematico (262 a.C. ca. – ca. 190 a.C.)
- Artemidoro di Perga prosseno a Oropo (ca. 240-180 a.C.)[6]
- Aeto (figlio di Apollonio) di Aspendo, comandante tolemaico, fondatore di Arsinoe (~238 a.C.)[7]
- Mnasea (figlio di Artemone) di Side (scultore) fine III secolo a.C.[8]
- Oresta (figlio di Erimneo) di Aspendo, prosseno a Drero (Creta) (fine III - inizio II secolo a.C.)[9]
- Timilo di Aspendo, gara di stadion alle olimpiadi del 176 a.C.
- Apollonio (figlio di Cerano) prosseno a Lappa (Creta) (prima metà del II secolo a.C.)[10]
- Asclepiade (figlio di Mirone) di Perga, fisico onorato nei demi di Seleucia (Panfilia)[11]
- Menodora (figlia di Megacle) di Silio magistrato e benefattore (ca. II secolo d.C.)[12]
- Apollonio di Aspendo, poeta, (II/inizio III secolo d.C.)[13]
- Santa Matrona di Perge (tardo V, inizio VI secolo d.C.)
- Eustazio di Antiochia (Panfilia 270 d.C. - Traianopoli 337 d.C.)

## Siti archeologici
- Ponte sull'Eurimedonte, un ponte romano ricostruito dai selgiuchidi, che segue un corso a zigzag sopra il fiume.